# 遊園地前駅 (台湾)
遊園地前駅（ゆうえんちまええき、正体字: 遊園地前驛/遊園地前車站）は、日本統治時代の台湾台中州大屯郡烏日庄（現在の台中市烏日区）に存在した台湾総督府鉄道台中線の駅。1926年（大正15年）に台湾で2番目に開設されたゴルフ場である大肚山ゴルフリンク（大肚山高爾夫球場）や開設予定の大肚山遊園地へのアクセス駅として設置された。結局、大肚山遊園地は開設されることなく、その土地は軍事用途に転用され、戦後成功嶺となった。

## 沿革
- 1934年（昭和9年）12月1日 - 遊園地前驛として開設[2][3]。当時は、DR2300型気動車などのガソリンカーが停車するのみであった。
- 1942年（昭和17年） - 太平洋戦争によるガソリン不足のため、ガソリンカーの運行が停止される。

## 駅構造
不詳。

## 廃止前の利用状況
| 年       | 年間  | 年間  | 年間     | 年間  | 1日平均 | 1日平均 |
| 年       | 乗車  | 下車  | 乗降車計 | 出典  | 乗車    | 乗降車  |
| -------- | ----- | ----- | -------- | ----- | ------- | ------- |
| 1934年度 | 621   | 570   | 1,191    | [ 2 ] | 5       | 10      |
| 1935年度 | 2,238 | 1,747 | 3,985    | [ 4 ] | 不計算  | 不計算  |
| 1936年度 | 4,233 | 4,346 | 8,579    | [ 5 ] | 12      | 24      |
| 1937年度 | 2,520 | 3,737 | 6,257    | [ 6 ] | 7       | 17      |
| 1938年度 | 6,646 | 6,954 | 13,600   | [ 7 ] | 18      | 37      |
| 資料なし |       |       |          |       |         |         |

## 駅周辺
- 大肚山ゴルフリンク（大肚山高爾夫球場）－駅の北方にあった。

## 隣の駅
台湾総督府鉄道台中線
烏日駅 - 学田駅（廃駅） - 遊園地前駅（廃駅） - 王田駅（現、成功駅）

### 註釈
1. ↑  新竹・台中地震による